# چاه شیران هوت
چاه شیران هوت روستایی در دهستان پیشین بخش پیشین شهرستان راسک استان سیستان و بلوچستان ایران است.

## جمعیت
بر پایه سرشماری عمومی نفوس و مسکن در سال ۱۳۹۵ جمعیت این روستا ۱۷۲ نفر (۳۵خانوار) بوده‌است.